# Aşağıılıpınar, Araç
Aşağıılıpınar là một xã thuộc huyện Araç, tỉnh Kastamonu, Thổ Nhĩ Kỳ. Dân số thời điểm năm 2008 là 83 người.